# Ugo Leonzio
Ugo Leonzio (Milano, 1941 – Roma, 2 maggio 2019) è stato uno scrittore e drammaturgo italiano.

## Biografia
Personalità multiforme, ha scritto romanzi e racconti, saggi, testi per il teatro, per il cinema e per la radio. Ha collaborato per anni a l'Unità e, nel 1981, ha vinto il Premio Riccione con Il testamento dell’orso schermitore. La sua edizione del Bardo thödol: Libro dei morti tibetano, pubblicata da Einaudi nel 1996, è stata ristampata nel 2012 e 2014 da Feltrinelli.

## Opere principali
- Intenzioni, Milano, Gastaldi, 1960
- Il volo magico: storia generale delle droghe, Milano, Sugar, 1969. Ristampe: Milano, Mondadori, 1971; Torino, Einaudi, 1997; Milano, Il saggiatore, 2020
- La norma, Torino, Einaudi, 1972
- Tre sogni, Torino, Einaudi, 1977
- Il cielo e la terra, Milano, Guanda, 1980